# 二条河原の落書
二条河原の落書（にじょうがわらのらくしょ）とは、建武の中興で官僚として活躍した人物（太田時連？）が記録した『建武年間記（建武記）』に収録されている文である。88節に渡り、建武の中興当時の混沌とした世相を風刺した七五調の文書。専門家の間でも最高傑作と評価される落書の一つである。建武政権への批判を中心に、連歌・田楽・茶寄合・禅宗・律宗なども含め、当時生まれつつあった混沌とした風習・文化を風刺したものである。建武元年（1334年）8月成立（建武2年成立を主張する研究者もいる）。

## 概要
鎌倉幕府滅亡後に後醍醐天皇による建武の新政が開始されてから2年後の、建武元年（1334年）8月（建武2年（1335年）8月説も存在、後述）に、建武政権の政庁である二条富小路近くの二条河原（鴨川流域のうち、現在の京都市中京区二条大橋付近）に掲げられたとされる落書（政治や社会などを批判した文）で、写本として現代にも伝わる。
作者は不詳、建武政権に不満を持つ京都の僧か貴族、京童であるとも言われているが、中国の『書経』・『説苑』由来と見られる文言や今様の尽くし歌風の七五調の要素を持つ一種の詩をかたどった文書であり、漢詩や和歌に精通している人物が書いたことは間違いないと思われる。また、後嵯峨院が、治天の君の時代であった正元2年（1260年）に院の御所近くに掲げられた『正元二年院落書』を意識したとする見方もある。

## 本文
| 「 | 此頃都ニハヤル物 夜討 強盗 謀綸旨 召人 早馬 虚騒動 生頸 還俗 自由出家 俄大名 迷者 安堵 恩賞 虚軍 本領ハナルヽ訴訟人 文書入タル細葛 追従 讒人 禅律僧 下克上スル成出者 器用ノ堪否沙汰モナク モルル人ナキ決断所 キツケヌ冠上ノキヌ 持モナラハヌ杓持テ 内裏マシワリ珍シヤ 賢者カホナル伝奏ハ 我モ／＼トミユレトモ 巧ナリケル詐ハ ヲロカナルニヤヲトルラム 為中美物ニアキミチテ マナ板烏帽子ユカメツヽ 気色メキタル京侍 タソカレ時ニ成ヌレハ ウカレテアリク色好 イクソハクソヤ数不知 内裏ヲカミト名付タル 人ノ妻鞆ノウカレメハ ヨソノミル目モ心地アシ 尾羽ヲレユカムヱセ小鷹 手コトニ誰モスヱタレト 鳥トル事ハ更ニナシ 鉛作ノオホ刀 太刀ヨリオホキニコシラヘテ 前サカリニソ指ホラス ハサラ扇ノ五骨 ヒロコシヤセ馬薄小袖 日銭ノ質ノ古具足 関東武士ノカコ出仕 下衆上臈ノキハモナク 大口ニキル美精好 鎧直垂猶不捨 弓モ引ヱヌ犬追物 落馬矢数ニマサリタリ 誰ヲ師匠トナケレトモ 遍ハヤル小笠懸 事新キ風情也 京鎌倉ヲコキマセテ 一座ソロハヌエセ連歌 在々所々ノ歌連歌 点者ニナラヌ人ソナキ 譜第非成ノ差別ナク 自由狼藉ノ世界也 犬田楽ハ関東ノ ホロフル物ト云ナカラ 田楽ハナヲハヤル也 茶香十炷ノ寄合モ 鎌倉釣ニ有鹿ト 都ハイトヽ倍増ス 町コトニ立篝屋ハ 荒涼五間板三枚 幕引マワス役所鞆 其数シラス満々リ 諸人ノ敷地不定 半作ノ家是多シ 去年火災ノ空地共 クソ福ニコソナリニケレ 適ノコル家々ハ 点定セラレテ置去ヌ 非職ノ兵仗ハヤリツヽ 路次ノ礼儀辻々ハナシ 花山桃林サヒシクテ 牛馬華洛ニ遍満ス 四夷ヲシツメシ鎌倉ノ 右大将家ノ掟ヨリ 只品有シ武士モミナ ナメンタラニソ今ハナル 朝ニ牛馬ヲ飼ナカラ 夕ニ賞アル功臣ハ 左右ニオヨハヌ事ソカシ サセル忠功ナケレトモ 過分ノ昇進スルモアリ 定テ損ソアルラント 仰テ信ヲトルハカリ 天下一統メズラシヤ 御代ニ生テサマ／＼ノ 事ヲミキクゾ不思議ナル 京童ノ口スサミ 十分ノ一ヲモラスナリ | 」 |

## 成立年代
「二条河原の落書」の成立時期について、原書の『建武記』には「去年八月」とあるだけで、具体的な年は示されていない。『建武記』書写の過程で付けられたと思われる古注は、「元年歟」（「建武元年（1334年）だろうか？」）としている。古くから用いられてきた伝統的な史料（『大日本史料』6編1冊（明治34年（1901年）など）は、古注の建武元年説を採用している。
しかし、森茂暁は、下の3点を指摘し、「二条河原の落書」の成立は建武2年8月のことであると論じた。
- 「器用ノ堪否（かんぷ）沙汰モナク　モルル人ナキ決断所」と、建武元年8月に雑訴決断所が拡充されてから、「しばらく経って様々な沙汰（判決）が出た後」の混乱の様子が描かれており、同じ月に成立したとは思えない。
- 「賢者カホナル伝奏ハ　我モ我モトミユレトモ」と、建武2年3月17日に伝奏結番（けちばん、当番の日と規則）が決定された事実を踏まえたかのような風刺がある。
- 『建武記』内部での配列の順序（雑多な記録がおおよそ成立年代順に並べられている）からして、この箇所は建武3年の成立と考えられるから、建武3年から見た「去年」とは建武2年である。